# Oettingen in Bayern
Oettingen in Bayern är en stad i Landkreis Donau-Ries i Regierungsbezirk Schwaben i förbundslandet Bayern i Tyskland. Stadens folkmängd uppgår till cirka 5 000 invånare och majoriteten är romerska katoliker. Oettingen ligger i västra Bayern och tillhör administrativt distriktet Donau-Ries i regionen Schwaben. Närmaste större städer är Ingolstadt, Nürnberg och Ulm.
Staden ingår i kommunalförbundet Oettingen in Bayern tillsammans med kommunerna Auhausen, Ehingen am Ries, Hainsfarth, Megesheim och Munningen.
Oettingen med omnejd utgjorde tidigare det självständiga furstendömet Oettingen, där staden Oettingen var furstendömets huvudstad. I samband med Napoleonkrigen förlorade Oettingen sin självständighet och införlivades i konungariket Bayern 1806.
De äldsta delarna av Oettingen är från 900-talet. Oettingen erhöll stadsrättigheter på 1400-talet. Det finns många medeltida och andra äldre sevärdheter i området, bland annat delar av den gamla stadsmuren och många gamla kyrkor. Staden är känd i Tyskland för sitt stora bryggeri och orgeltillverkaren Steinmeyer.